# Йълдъръм (квартал в Байрампаша)
„Йълдъръм“ (на турски: Yıldırım) е квартал на Истанбул, разположен в околия Байрампаша. Общата му площ е 1,5 км2. Според данни на Адресната система за регистриране на населението (ABPRS) към 2023 г. населението на „Йълдъръм“ е 52 231 жители.